# Werner Freistetter
Mons. Werner Freistetter (* 28. října 1953, Linec) je rakouský římskokatolický duchovní, biskup a vojenský ordinář Rakouska.

## Život
Narodil se 28. října 1953 v Linci.
Roku 1973 nastoupil do kněžského semináře ve Vídni. O dva roky později odešel studovat do Říma, kde pobýval v Pontificium Collegium Germanicum et Hungaricum de Urbe. Dne 9. října 1979 byl kardinálem Franzem Königem vysvěcen na kněze a inkardinován do vídeňské arcidiecéze. Po vysvěcení působil jako farní vikář a farář ve Vídni.
Od roku 1985 byl asistentem Institutu etických a společenských věd při fakultě teologie Vídeňské univerzity. Později byl členem Papežské rady pro kulturu a spolupracovník Organizace pro bezpečnost a spolupráci v Evropě.
Dne 1. července 1997 se stal vojenským kaplanem a ředitelem Ústavu pro náboženství a mír. Zastával také funkci biskupského vikáře Vojenského ordinariátu Rakouska. Dne 16. dubna 2015 jej papež František jmenoval vojenským ordinářem. Biskupské svěcení přijal 11. června 2015 z rukou arcibiskupa Petera Stephana Zurbriggena a spolusvětiteli byli arcibiskup Franz Lackner, biskup Christian Werner, biskup František Rábek a kardinál Christoph Schönborn.